# 奧布霍韋
50°50′56″N 33°1′26″E / 50.84889°N 33.02389°E
奧布霍韋（烏克蘭語：Обухове），是烏克蘭北部的村莊，隸屬切爾尼希夫州的普里盧基區。該村面積0.51平方公里，海拔高度175米，2001年人口181，人口密度每平方公里353.5人。